# Коблеве
Ко́блеве (в минулому — Троїцьке, Постове) — село в Україні, у Миколаївському районі Миколаївської області. Адміністративний центр Коблівської сільської громади. Населення становить 2385 осіб.

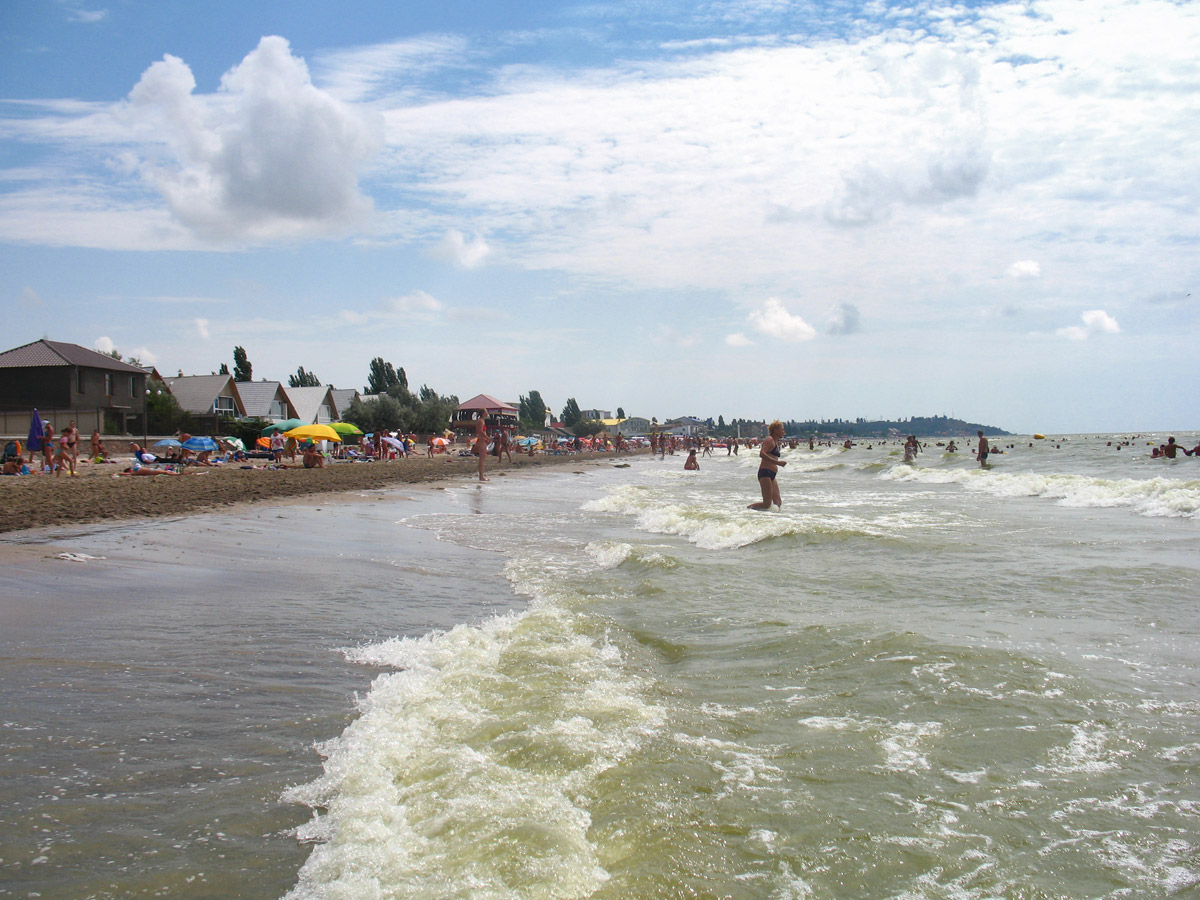
Курорт Коблеве, пляж

Навколо села ростуть виноградники виноробного заводу ПАТ «Коблево», що виробляє однойменну марку вина та коньяку.

## Географія
Коблеве розташоване біля кордону Миколаївської і Одеської областей України, на автошляху М14 (E58). Відстань до Одеси: автодорогою — 55 км, фізична — 43 км.

## Історія
Селище назване на честь Томаса Кобле — генерал-майора російського імператорського війська, військового коменданта і градоначальника Одеси, предводителя дворянства Одеси і Херсонської губернії.
Станом на 1886 у містечку Троїцьке Тузлівської волості Одеського повіту Херсонської губернії мешкало 586 осіб, налічувалось 95 дворових господарств, існували православна церква та 2 лавки.
За переписом 1897 року кількість мешканців зросла до 991 особи (507 чоловічої статі та 484 — жіночої), з яких 899 — православної віри.

## Населення

### Мова
Розподіл населення за рідною мовою за даними перепису 2001 року:
| Мова            | Кількість | Відсоток |
| --------------- | --------- | -------- |
| українська      | 1751      | 73.42%   |
| російська       | 471       | 19.75%   |
| румунська       | 84        | 3.52%    |
| вірменська      | 55        | 2.31%    |
| гагаузька       | 10        | 0.42%    |
| білоруська      | 6         | 0.25%    |
| болгарська      | 1         | 0.04%    |
| інші/не вказали | 7         | 0.29%    |
| Усього          | 2385      | 100%     |

## Курорт
Біля села за чотири кілометри на південь від автошляху М 14 розташований курорт Коблеве.